# Asamblea de Mujeres en Estadística
La Asamblea de Mujeres en Estadística (Caucus for Women in Statistics) es una sociedad profesional de mujeres estadísticas. Fue fundada en 1971, tras los debates celebrados en 1969 y 1970 en las reuniones anuales de la Asociación Estadounidense de Estadística, con Donna Brogan como su primera presidenta. El Consejo de Gobierno es el principal órgano de gobierno del Caucus. El Consejo está formado por la presidenta, la presidenta electa, las dos expresidentas anteriores, la directora ejecutiva (ex officio), la tesorera, la secretaria, la presidenta de membresía, la presidenta del Comité de Programa, la presidenta del Comité de Comunicaciones, la presidenta del Comité de Desarrollo Profesional, la presidenta de Enlaces con otras organizaciones y la presidenta de los Representantes de los países. La presidenta electa, la presidenta, la expresidenta anterior, la secretaria y la tesorera constituyen el Comité Ejecutivo del Consejo de Gobierno. La gobernanza del caucus se describe en los Estatutos y Reglamentos.

## Objetivo
El propósito del Caucus es ayudar en la enseñanza, contratación y promoción de las carreras de las mujeres en estadística, eliminar las barreras para las mujeres en estadística, fomentar la aplicación de la estadística a los problemas de las mujeres y mejorar la representación de las mujeres en las organizaciones profesionales de estadísticos. CWS imagina un mundo en el que las mujeres en la profesión de estadística tengan igualdad de oportunidades y acceso para influir en las políticas y decisiones en los lugares de trabajo, los gobiernos y las comunidades. La misión de la organización es promover las carreras de las mujeres estadísticas a través de la defensa, proporcionando recursos y oportunidades de aprendizaje, aumentando su participación profesional y visibilidad, y promoviendo y evaluando las investigaciones que afectan a las mujeres estadísticas.

## Organizaciones relacionadas
Como sociedad independiente, la CWS colabora con todas las sociedades profesionales de estadística, incluidas la Asociación Estadounidense de Estadística (ASA), el Instituto de Estadística Matemática (IMS) Institute of Mathematical Statistics, la Sociedad de Estadística de Canadá (SSC) Statistical Society of Canada y los Institutos Internacionales de Estadística (ISI). Por ejemplo, CWS mantiene un estrecho vínculo con la ASA y participa en las Reuniones Estadísticas Conjuntas (JSM), dirigidas por la ASA y copatrocinadas por el IMS, la SSC y otras sociedades profesionales, donde se patrocina la Beca Gertrude M. Cox. El Caucus es una "organización hermana" de la Asociación de Mujeres en Matemáticas, que se fundó al mismo tiempo que el Caucus.

## Actividades
El Caucus publica un boletín y organiza eventos en las principales reuniones estadísticas. Desde 2001, entre sus actividades también se incluye el patrocinio conjunto del Premio Florence Nightingale David con el Comité de Presidentes de Sociedades de Estadística . Se trata del "único premio internacional en ciencias estadísticas... reservado a mujeres".

## Liderazgo
Entre las presidentas del Caucus han figurado:
| - 1971–1973: Donna Brogan - 1974–1975: Marie Wann - 1976: Joan Rosenblatt - 1977: Barbara Bailar - 1978: Janet Norwood - 1979: Irene Montie - 1980: Shirley Kallek - 1981: Beatrice Vaccara - 1982: Eileen Boardman - 1983: Lee-Ann Hayek - 1984: Jane Gentleman - 1985: Nancy Gordon - 1986: Arlene Ash | - 1987: Sandra McKenzie - 1988: Jessica Utts - 1989: Cynthia Clark - 1990: Sue Leurgans - 1991: Cyntha Struthers - 1992: Stephanie Shipp - 1993: Barbara Tilley - 1994: Juliet Popper Shaffer - 1995: Mary Batcher - 1996: Pamela Doctor - 1997: Sandra Stinnett - 1998: Elizabeth Margosches - 1999: Holly Shulman | - 2000: Janet Williams - 2001: Nancy Allen - 2002: Mari Palta - 2003: Martha Aliaga - 2004: Mariza de Andrade - 2005: Julia Bienias - 2006: Mary W. Gray - 2007: Tena I. Katsaounis - 2008–2009: Marcia Ciol - 2010: Jennifer Parker - 2011: Amanda L. Golbeck - 2012: J. Lynn Palmer - 2013: Susmita Datta | - 2014: Nancy Flournoy - 2015: Paula Roberson - 2016: Jiayang Sun - 2017: Ji Hyun Lee - 2018: Shili Lin - 2019: Nicole Lazar - 2020: Wendy Lou - 2021: Tomi Mori - 2022: Nairanjana Dasgupta - 2023: Cynthia Bland |